# Delio Gamboa
Pour les articles homonymes, voir Gamboa (homonymie).
Delio Gamboa Rentería, né le 28 janvier 1936 à Buenaventura en Colombie et mort le 23 août 2018 à Cali (Colombie), est un joueur colombien de football international qui évoluait au poste d'attaquant.

## Biographie

### Carrière en club
Au cours de sa carrière en club, Delio Gamboa remporte cinq championnats de Colombie et une Coupe de Colombie.

### Carrière en sélection
Avec l'équipe de Colombie, Delio Gamboa joue 24 matchs (pour 7 buts inscrits) entre 1957 et 1966. 
Il figure dans le groupe des sélectionnés lors de la Coupe du monde de 1962. Lors du mondial organisé au Chili, il dispute un match face à l'équipe d'Uruguay.
Il participe également aux Copa América de 1957 et de 1963.

## Palmarès
| Oro de Jalisco - Championnat du Mexique : - Vice-champion : 1960-61. |  | Millonarios - Championnat de Colombie (4) : - Champion : 1961, 1962, 1963 et 1964. - Coupe de Colombie (1) : - Vainqueur : 1963. |  | Santa Fe - Championnat de Colombie (1) : - Champion : 1966. |